# 安永圭
安永 圭（やすなが けい、2月2日）は、日本の漫画家。愛媛県今治市生まれ。愛媛県立今治西高等学校、大阪教育大学卒業。
1995年、『きみとぼく』にて「むっちゃ、すごいねん」でデビュー。以降、『別冊フレンド』『ammie』など講談社系列の漫画雑誌で活動する。

## 作品リスト
- むっちゃ、すごいねん!!（1～4巻、ソニーマガジンズ）
- Boys'n Girl（全5巻、講談社）
- ZIG*ZAG（全2巻、講談社）
- アンダルシアの恋人（秋田書店）
- 天使よ、故郷を見よ（講談社）

## イラストレーション
- 龍の棲む街（星野ケイ著、講談社X文庫）
- 龍を狩る者（星野ケイ著、講談社X文庫）
- 龍は眠らない（星野ケイ著、講談社X文庫）
- 龍のレクイエム（星野ケイ著、講談社X文庫）

| スタブアイコン | サブスタブ | この項目は、まだ閲覧者の調べものの参照としては役立たない、漫画家・漫画原作者に関連した書きかけの項目です。この項目を加筆・訂正などしてくださる協力者を求めています（P:漫画/PJ:漫画家）。 |